# Sylvain (opera)

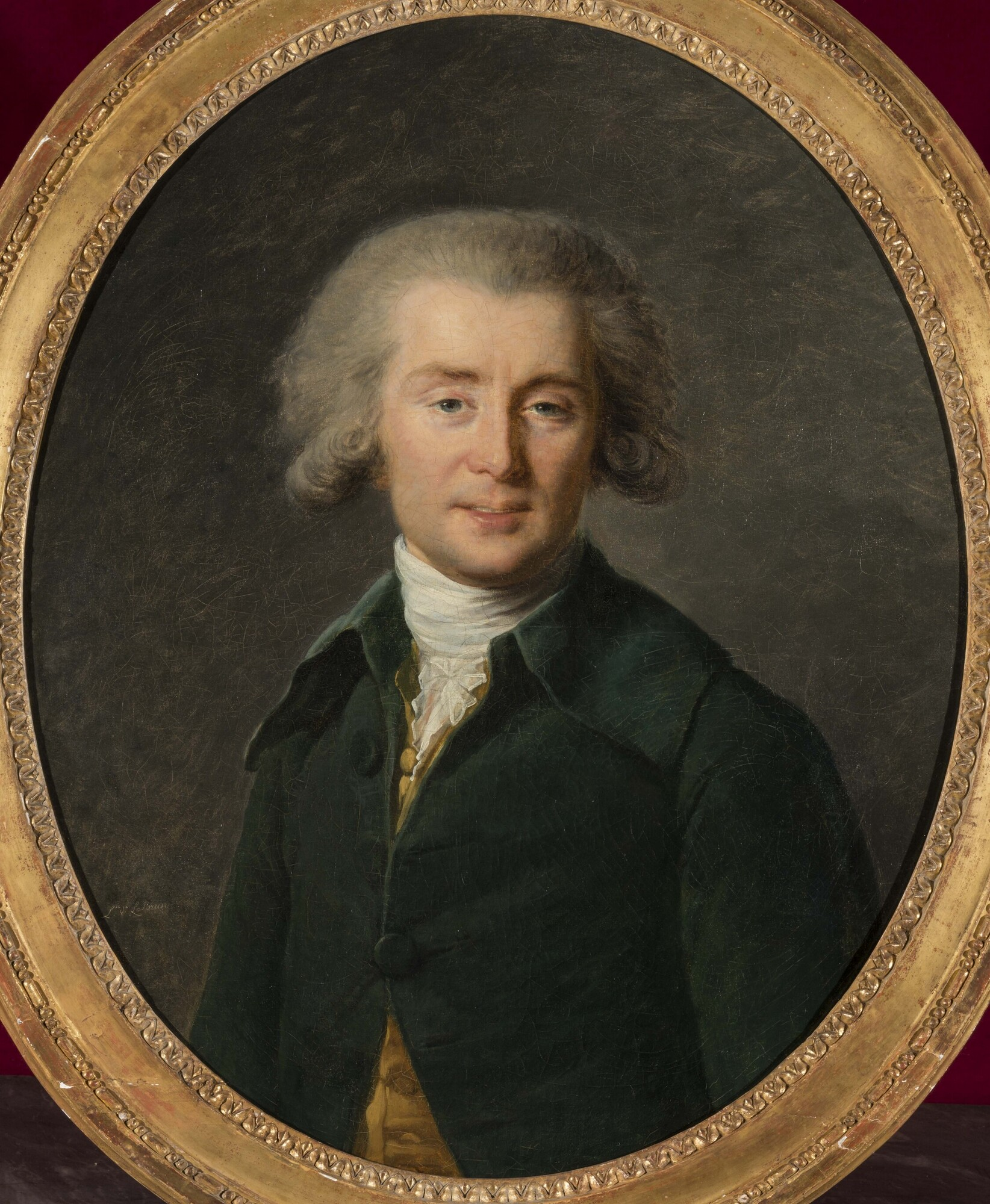
André Grétry

Sylvain (stavat Silvain i 1770 års libretto) är en opéra-comique i en akt med musik av André Grétry och libretto av Jean-François Marmontel. Den hade premiär på Comédie-Italienne (Opéra Comique) den 19 februari 1770 och blev en av Grétrys största succéer bland hans tidiga operor. Handlingen rör sig kring Silvain, som arbetar som en fattig bonde efter att ha gjorts arvlös av sin rike fader efter att ha gift sig med en kvinna av lägre börd. Det pastorala temat och dess hyllning till det lantliga livet var vanligt inom opéra-comique vid tiden men Marmontels libretto går längre och förespråkar social jämlikhet och ett försvar för böndernas rätt motsätta sig godsherrarna. 

## Historia
Marmontels huvudkälla var Erast, en enaktspjäs av den schweiziske författaren Salomon Gessner, som åtnjöt ett ansenligt rykte över Europa vid tiden. Erast är en utfattig bergbonde vars tjänare Simon bestämmer sig för att "ta från de rika och ge till de fattiga" och föda hans herre och andra utarmade familjer. Erast beordrar Simon att återlämna pengarna till den rike vandraren han rånade. Det visar sig att vandraren är Erasts fader som är på jakt efter den son han gjorde arvlös för länge sedan då denne gifter sig under sitt stånd. Nu ångar fadern sitt beslut. Marmontel ändrade fokus och koncentrerade handlingen till ett ämne relevant för samtiden i Frankrikes Ancien régime, frågan om böndernas urgamla rätt att bruka jorden. Dessa rättigheter inkluderade betande på allmän mark, hämta ved till bränsle och samla stubb efter skörden. De franska böndernas livsvillkor var ofta så prekära att de var beroende av sådana rättigheter för att undvika total utblottning. Enligt Melchior Grimm protesterade några av de aristokraterna bland publiken mot var de såg som agitation för social jämlikhet. Duc de Noailles lär ha sagt att operans budskap var att han skulle gifta sig med pigan och låta bönderna tjuvfiska.

## Uppförandehistorik
Silvain spelades 381 föreställningar på Opéra Comique mellan 1770 och 1827. År 1796 blev Silvain den första opera att uppföras i New Orleans. Loewenberg listar uppsättningar i Nederländerna, Tyskland, Österrike, Danmark, Sverige och Ryssland.
Svensk premiär den 16 augusti 1804 på Arsenalsteatern i Stockholm i ett gästspel av den Kongl. Franska truppen.

## Personer
| Roller                                               | Stämma                    | Premiärbesättning 19 februari 1770                |
| ---------------------------------------------------- | ------------------------- | ------------------------------------------------- |
| Dolmon, fadern                                       | basse-taille (basbaryton) | M. Suin                                           |
| Dolmon, hans äldre son (under namnet "Silvain")      | baryton                   | Joseph Caillot                                    |
| Dolmon, hans yngre son                               | talroll                   | Antoine Trial                                     |
| Hélène, Silvains hustru                              | sopran                    | Marie-Thérèse Laruette                            |
| Pauline och Lucette, döttrar till Silvain och Hélène | sopraner                  | Marie-Jeanne Trial och Pétronille-Rosalie Beaupré |
| Bazile, en ung bybo                                  | tenor                     | Clairval                                          |
| Dolmons vakter                                       | tenor och basse-taille    |                                                   |

## Handling
15 år tidigare trotsade Silvain sin fader genom att gifta sig under sitt stånd. Fadern Dolmon gjorde sonen arvlös och han fick tjäna sitt uppehälle som bonde. När den nye tillsyningsmannen anklagar Silvain för tjuvfiske ber Silvains hustru och döttrar om nåd. Silvain känner igen godsherren som sin egen far. Fadern veknar och familjen återförenas.